# Polyrhachis hookeri
Polyrhachis hookeri é uma espécie de formiga do gênero Polyrhachis, pertencente à subfamília Formicinae.